# بيلي كونستابل
بيلي كونستابل (بالإنجليزية: Billy Constable)‏ هو موسيقي أمريكي، ولد في 23 مارس 1959 في مقاطعة أفيري في الولايات المتحدة، وتوفي في 22 أغسطس 2015 في كارولاينا الشمالية في الولايات المتحدة.

## وصلات خارجية
- بيلي كونستابل على موقع ميوزك برينز (الإنجليزية)
- بيلي كونستابل على موقع ديسكوغز (الإنجليزية)